# La Lumière des justes
La Lumière des Justes est une mini-série en coproduction française-autrichienne-suisse-belge en quatorze épisodes de 52 minutes, créée par Jean Chatenet et Jean Cosmos, d'après la suite romanesque éponyme d'Henri Troyat, diffusée à partir du 23 mars 1979 sur TF1.
Au Québec, elle a été diffusée à partir du 19 septembre 1980 à la Télévision de Radio-Canada.

## Synopsis
En 1814, Napoléon perd la guerre contre les forces coalisées européennes. Celles-ci viennent occuper Paris le temps qu'un roi soit remis à la tête de la France. Nicolas Ozareff, un jeune officier russe, découvre la ville des Lumières et ne tarde pas à être subjugué par l'esprit et la beauté de Sophie de Champlitte (née de Lambrefoux), une jeune veuve habitée par l'esprit des Lumières.

## Distribution
- Chantal Nobel : Sophie, née Lambrefoux, veuve Champlitte, épouse Ozareff
- Michel Robbe : Nicolas Ozareff
- Georges Wilson : Michel Ozareff, le père de Nicolas
- Nicole Jamet : Marie Ozareff, sœur de Nicolas, épouse Sedoff
- Klausjürgen Wussow : Sedoff
- Harry Hardt : Général Leparsky
- Robert Party : Volkonsky
- Jean Deschamps : le comte de Lambrefoux
- Gisèle Casadesus : la comtesse de Lambrefoux
- Tordai Teri (hu) : Darial
- Werner Pochath : Serge
- Ferdinand Kaup (de) : Antipe
- Stephan Paryla-Raky (de) [VF : Claude Giraud] : Hippolyte Roznikoff
- Olivier Hussenot : M. Lesur, le précepteur de M. Ozareff
- Jacques Rispal : Rabourdin
- Peter Wolsdorff (de) : Troubetzkoï
- Eduard Widner : Ryleieff
- Dieter Witting (de) : le Tsar
- Jean-Paul Tribout : Vavasseur, libraire révolutionnaire
- Axelle Abbadie : Delphine

Générique interprété par Charles Aznavour.

## Lieux de tournage (liste non exhaustive)
- Grande Écurie : Château de Versailles
- Hôtel de la Marine : Galerie Dorée
- Cathédrale grecque Saint-Étienne de Paris
- Senlis (Oise) : rue de la Treille
- Saint-Brice-sous-Forêt : Pavillon Colombe
- Châteaux de Laxenbourg : Blauer Hof
- Pernitz : Raimund Villa
- Sankt Pölten : Schloss Wasserburg